# Lander Martínez
Lander Martínez Hierro (Vitoria, Álava, 6 de noviembre de 1989) es un ingeniero informático y político español, actual diputado en el Congreso de los Diputados desde 2023 y secretario técnico y de finanzas del partido político Movimiento Sumar desde abril de 2024. También es secretario de comunicación del partido político Sumar Mugimendua desde noviembre de 2024.
Actualmente es diputado en el Congreso de los Diputados por el partido político Movimiento Sumar (dentro de la coalición Sumar) por la circunscripción de Vizcaya.  
Anteriormente fue coordinador general de Podemos Euskadi (2017-2020), diputado del Parlamento Vasco (2016-2020) y portavoz del Grupo Parlamentario Elkarrekin Podemos en el Parlamento Vasco (2016-2020).

## Biografía
Nacido en Vitoria en el año 1989, en la actualidad reside en Bilbao, lugar al que se trasladó para estudiar Ingeniería Técnica en Informática de Gestión en la Universidad del País Vasco. Posteriormente estudió Ingeniería Superior en Informática en la Universidad de Deusto y Ciencias Políticas en la UNED.

## Trayectoria política
Participó desde su creación de Podemos Euskadi, siendo elegido secretario general municipal (SGM) de Podemos Bilbao en enero de 2015 y secretario de organización de Podemos Euskadi en marzo de 2016.
En las elecciones al Parlamento Vasco celebradas el 25 de septiembre de 2016, en las que Pili Zabala fue candidata a lehendakari, Martínez fue el cabeza de lista de la coalición Elkarrekin Podemos por la circunscripción de Vizcaya y fue elegido parlamentario para la XI legislatura. Tras la constitución de la cámara, fue nombrado portavoz del grupo parlamentario.
En el año 2020, Pilar Garrido se convirtió en la secretaria general de Podemos Euskadi, sucediendo a Lander Martínez. Martínez, afín a Iñigo Errejón y al denominado sector "errejonista" (que derivó en la creación de Más País), dimitió al perder las primarias del partido junto a la candidata de su equipo Rosa Martínez, frente al denominado sector "pablista" encabezado por Miren Gorrotxategi y Pilar Garrido. Finalmente Rosa Martínez se dio de baja del partido, y Lander Martínez terminó en el partido político Movimiento Sumar y siendo parte de núcleo duro de Yolanda Díaz e Iñigo Errejón.
En el año 2023 fue candidato al Congreso de los Diputados por el partido político Movimiento Sumar (dentro de la coalición Sumar), como parte del equipo de Yolanda Díaz e Iñigo Errejón. Obtuvo escaño en la cámara.